# Cosmopterix irrubricata
Cosmopterix irrubricata là một loài bướm đêm thuộc họ Cosmopterigidae. Loài này có ở Jamaica và México (Veracruz-Llave).
Cá thể trưởng thành được ghi nhận vào tháng 3 và tháng 4.